# Urydyno-5′-trifosforan
Urydyno-5′-trifosforan (UTP) – organiczny związek chemiczny, rybonukleotyd pirymidynowy pełniący funkcję przenośnika energii w komórce. Pełni on podobne funkcje do adenozynotrifosforanu (ATP), tj. bierze udział w reakcjach fosforylacji, a także dostarcza energię w procesie transkrypcji oraz translacji.
Podobnie jak ATP, urydynotrifosforan zawiera dwa wysokoenergetyczne wiązania fosforanowe.